# Mama umrla stop
Mama umrla stop je slovenski dramski film iz leta 1974 v režiji Andreja Stojana po scenariju Toneta Partljiča.

## Igralci
- Vida Juvan
- Angela Janko-Jenčič
- Polde Bibič
- Arnold Tovornik
- Zlatko Šugman
- Jože Zupan